# BAP Pacocha (SS-48)
El BAP Pacocha (SS-48), antes USS Atule (SS-403), fue un submarino clase Balao que fue modernizado bajo el programa Guppy IA. Prestó servicios en la Armada de los Estados Unidos entre 1944 y 1970, y en la Marina de Guerra del Perú, entre 1974 y 1988. Esta última lo nombró Pacocha en honor del combate del mismo nombre, ocurrido durante la sublevación de 1877, en el cual el monitor Huáscar derrotó a dos barcos de la Marina Real británica: el HMS Amethyst y el HMS Shah.

## Servicio en la Armada estadounidense

### Segunda Guerra Mundial: 1944-1945
El BAP Pacocha (SS-48) fue construido para la Armada de los Estados Unidos con el nombre de USS Atule (SS-403). Su construcción se inició a fines de 1943, en plena Segunda Guerra Mundial, en el Astillero Naval de Portsmouth (Maine) y se incorporó a la Fuerza de Submarinos del Pacífico al año siguiente. En el transcurso de su servicio en la Marina Norteamericana, cumplió eficientemente importantes misiones. En su record de hundimientos contó con más de 27 000 toneladas, figurando como sus blancos principales el transporte Asama Maru de 16.975 toneladas, el buque barreminas N.º 88, el transporte Santos Maru de 7260 toneladas y el transporte Taiman Maru N.º 1 de 6888 toneladas.

### Posguerra
En 1950, el Atule fue remolcado al Astillero Naval de Portsmouth para su conversión en un submarino del tipo Guppy IA. Se lo dotó entonces con un snorkel para permitir el uso de sus motores diésel mientras estaba sumergido y unas superestructuras más hidrodinámicas para mejorar la velocidad, retirándose los cañones con los que iba equipado. Se reincorporó al servicio activo en marzo de 1951 y, a partir de entonces, operó principalmente en el Golfo de México y el Mar Mediterráneo.

## Servicio en la Marina de Guerra del Perú
El Atule fue dada de baja el 6 de abril de 1970 y su nombre fue eliminado del Registro Naval de Buques de la Marina de los Estados Unidos el 15 de agosto de 1973. Al año siguiente, fue comprado por la Marina de Perú, junto a su gemelo el BAP La Pedrera (ex-USS Sea Proacher). Hasta antes de su hundimiento se mostró como una excelente unidad, cumpliendo todas las operaciones de entrenamiento y patrullaje programadas.

### Hundimiento del Pacocha

#### Colisión con el Kiowa Maru
El 26 de agosto de 1988, el submarino BAP Pacocha (SS-48), cuya tripulación constaba de 55 miembros de la Marina de Guerra del Perú, retornaba al puerto del Callao luego de realizar prácticas de entrenamiento. A las 18:50 h, el submarino fue impactado fuertemente en la popa por el buque Kiowa Maru, debido a una acción negligente del pesquero japonés, según lo determinaron posteriores investigaciones. Dicha colisión ocasionó que la nave peruana se hundiera 122 pies en el mar en aproximadamente 5 minutos. Durante el hundimiento, el comandante Daniel Nieva Rodríguez falleció en cumplimiento del deber al intentar cerrar una escotilla. 
El Comercio informó así de estos sucesos: 
Las siguientes horas fueron vitales para los marinos. Un grupo de 25 salieron por el compartimento de torpedos. Cuatro de ellos murieron en las frías aguas chalacas. En el Pacocha quedaron 22 tripulantes atrapados a unos 122 pies de profundidad, es decir, a unos 40 metros.

#### Escape de los submarinistas atrapados
Un grupo de 22 tripulantes quedó atrapado en el submarino. Roger Luis Cotrina Alvarado, en aquel momento teniente primero, asumió el comando. Luego de horas de incomunicación, se estableció una conexión limitada con el grupo de salvamento en la superficie a través de un eyector de señales. Tras permanecer 23 horas bajo el agua y considerando factores como la oscuridad, la falta de oxígeno, el exceso de gases tóxicos (CO2, nitrógeno, entre otros) en los compartimentos del submarino, el teniente primero Cotrina Alvarado decidió realizar un escape libre a pulmón y en grupos. Fueron cinco los grupos, en el último de los cuales salió Cotrina Alvarado. La tripulación realizó el escape en las condiciones más críticas y adversas posibles. 

#### Bajas producidas por el accidente
A continuación, la lista de los marinos que fallecieron como consecuencia del lamentable accidente:
|   | Nombre                    | Cargo                  |
| - | ------------------------- | ---------------------- |
| 1 | Daniel Nieva Rodríguez    | Capitán de Fragata     |
| 2 | Luis Roca Sara            | Teniente segundo       |
| 3 | Orlando Valdez Pacheco    | Técnico segundo        |
| 4 | Carlos Orosco León        | Técnico tercero        |
| 5 | Rigoberto Gonzales Pisfil | Técnico tercero        |
| 6 | Walter García Morales     | Técnico tercero        |
| 7 | Juan Oré Rojas            | Oficial de mar primero |
| 8 | Carlos Grande Rengifo     | Oficial de mar segundo |

#### Reflotamiento
El BAP Pacocha (SS-48) fue reflotado once meses después, en julio de 1989.

### Milagro en el Pacocha
En el incidente del BAP Pacocha fue un evento sin precedentes en la historia de la Marina de Guerra del Perú. La colisión sufrida por el submarino, el hundimiento del mismo y el escape libre de los marinos 22 a pulmón, dejó en evidencia ciertos eventos técnicos-científicos inexplicables que fueron calificados por autoridades del Vaticano como un milagro y atribuidos a María de Jesús Crucificado Petkovic.

#### Beatificación
Años después, en el 2003, luego de una serie de investigaciones por el Vaticano, el papa Juan Pablo II viajó a Dubrovnik, Croacia, y beatificó a María de Jesús Crucificado Petkovic. Religiosa croata, fundadora del hogar de niñas Nuestra Señora de la Misericordia en Perú; y, quien tuvo una influencia grande en la fuerza espiritual de los tripulantes. A ella se le atribuyó el escape exitoso de los 22 marinos que escaparon del submarino.

#### Documental
Años después del suceso, Christopher Massarotti, ciudadano norteamericano e ingeniero eléctrico, viajó a Perú a efectos de investigar este caso sin precedentes, culminando dichas investigaciones en un documental. 
"Christopher Massarotti, un norteamericano de Colorado, leyó un artículo al respecto e inició una investigación, que ha concluido –tras cuatro años– en un documental de hora y media.¿Por qué lo hizo si no es un productor de películas sino un ingeniero electricista? Responde que se interesó en este hecho porque es un milagro técnico.
"Comencé mi investigación como un devoto católico cualquiera y por que este es un milagro-técnico poco común, ya que salvó muchas vidas".